# Le Livre d'Astérix le Gaulois
Le Livre d'Astérix le Gaulois est un « grand livre référence sur 40 années d'aventures » de la bande dessinée Astérix publié aux Éditions Albert René, le 27 octobre 1999.